# Ghetto v Minsku

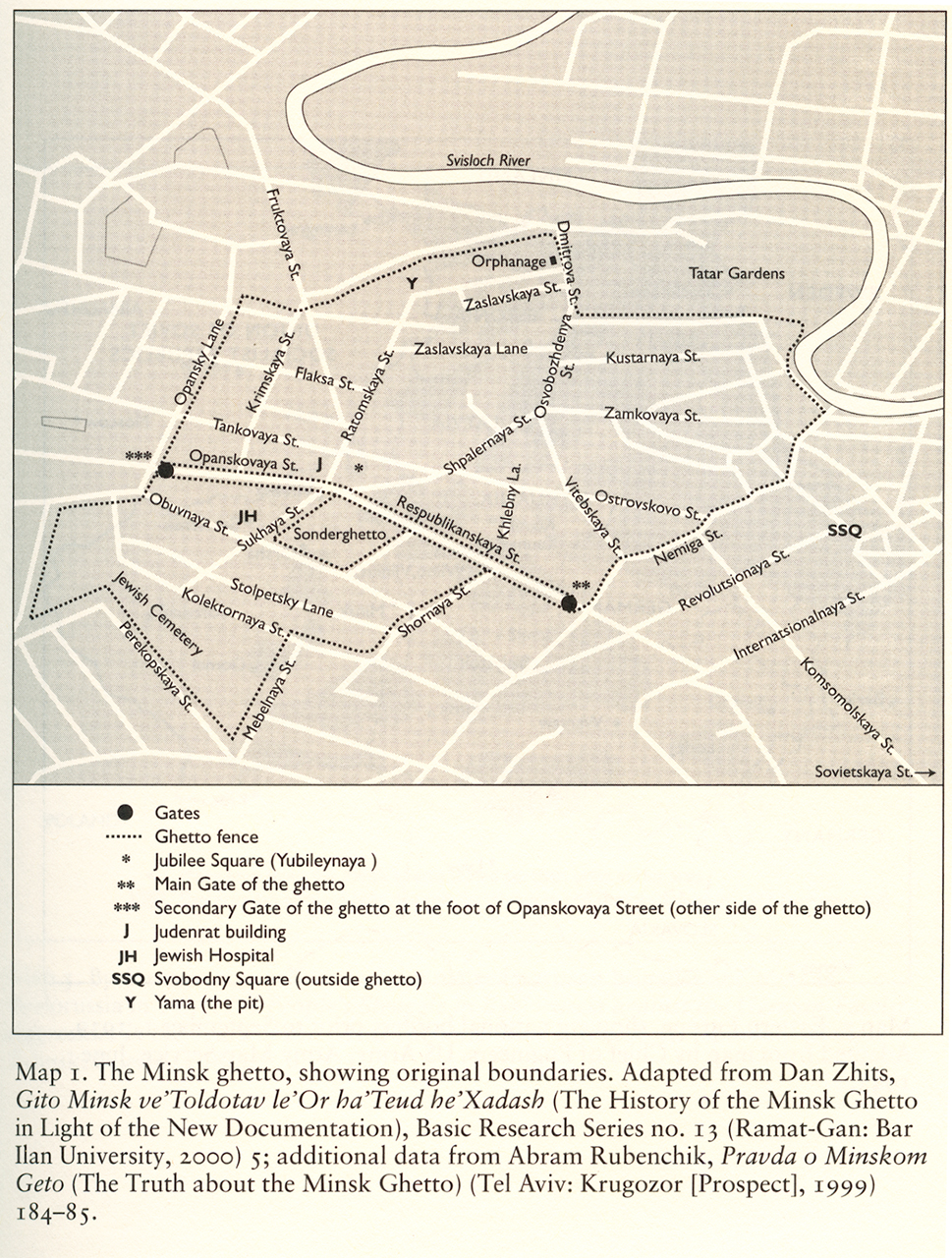
Mapa minského ghetta, kterou vytvořila profesorka Barbara Epstein

Minské ghetto bylo vytvořeno krátce po německé invazi do Sovětského svazu. Bylo jedno z největších ve východní Evropě a největší na Německem okupovaném území Sovětského svazu. Ubytovávalo kolem 100 000 Židů, z nichž většina zahynula během holokaustu.

## Historie

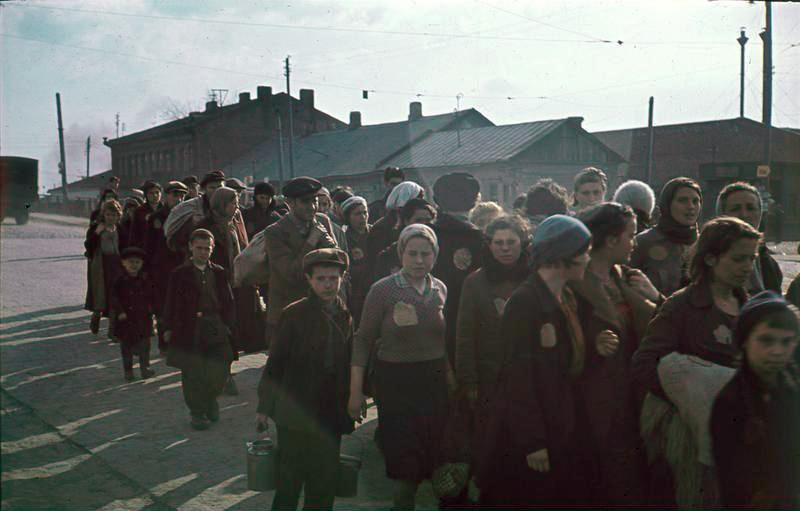
Židé v minském ghettu v roce 1941

Sovětské sčítání lidu z roku 1926 ukázalo, že v Minsku žilo 53 700 Židů (tvořili téměř 41% obyvatel města).
Ghetto bylo vytvořeno krátce po nacistické invazi do Sovětského svazu a dobytí města Minsk, hlavního města Běloruské SSR, 28. června 1941. Pátý den okupace bylo nacisty zabito 2 000 Židů a od té doby bylo vraždění Židů běžnou událostí. V prvních měsících nacistické okupace bylo převážně oddíly Einsatzgruppen zavražděno asi 20 000 Židů.
17. července 1941 byl vytvořen Říšský komisariát Ostland. 20. července bylo založeno minské ghetto. Také vznikla Židovská rada (Judenrat). Celkový počet obyvatel ghetta činil kolem 80 000 (podle některých zdrojů to bylo přes 100 000 lidí), z nichž asi 50 000 byli předváleční obyvatelé, zbývající byli uprchlíci a Židé násilně přesídleni nacisty z okolních obcí.
V listopadu roku 1941 bylo v Minsku založeno druhé ghetto pro Židy deportované ze západu. Byli převážně z Německa a Protektorátu Čechy a Morava; na vrcholu mělo asi 35 000 obyvatel. Obyvatelům těchto dvou ghett byl povolen jen výjimečně vzájemný styk.
Stejně jako v mnoha jiných ghettech museli Židé pracovat v továrnách nebo na jiných provozech pro potřeby Němců. Obyvatelé ghetta žili v extrémně špatných podmínkách s nedostatečným zásobováním potravinami a zdravotnickými potřebami.
V březnu roku 1942 bylo zabito přibližně 5 000 Židů nedaleko od místa, kde dnes stojí "Pit", památník ghetta Minsk. Podle úředních nacistických dokumentů zbylo v srpnu 1943 v ghettu méně než 9 000 Židů. 21. října 1943 bylo ghetto zlikvidováno. Několik tisíc bývalých vězňů bylo zmasakrováno ve vyhlazovacích táborech Malý Trostinec a Sobibor. (Malý Trostinec byla ještě před válkou vesnice několik kilometrů na východ od Minsku). 3. července 1944, kdy město osvobodila Rudá armáda, bylo naživu už jen několik ukrývajících se Židů.

## Odboj

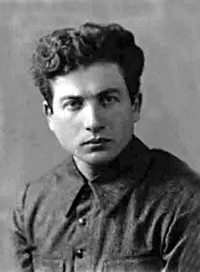
Michail Gebelev, vůdce odboje

Ghetto v Minsku se vyznačuje velkou odbojovou organizací, která úzce spolupracovala se sovětskými partyzány. Asi 10 000 Židů se podařilo uprchnout z ghetta a zapojit se do partyzánských skupin v okolních lesích. Barbara Epsteinová odhaduje, že přežila pravděpodobně polovina z nich a poznamenává, že se kolem 30 000 lidí pokusilo z ghetta v Minsku uniknout a přidat se k partyzánům (20 000 z nich však mohlo zemřít na cestě).

## Historiografie
Příběh minského ghetta nebyl dobře prozkoumán až do konce 20. století. Představitelé běloruské komunistické strany neorganizovali žádnou evakuaci obyvatel města před nacistickým vojskem. Později spolupracovali na vytváření falešných příběhů o evakuacích, které zorganizovali. Také se pokusili poškodit dobré jméno odbojové organizace v Minsku za styky s nacisty. Ve Spojených státech za studené války nebyl výzkum komunistického odporu hlavní prioritou. Židovská historiografie se nechtěla soustředit na problematiku komunistických židovských partyzánů.

## Další literatura
- Barbara Epstein, The Minsk Ghetto 1941-1943: Jewish resistance and Soviet internationalism, University of California Press, 2008, ISBN 978-0-520-24242-5 (https://web.archive.org/web/20090314121658/http://www.minskghetto.com/)
- Hersh Smolar, The Minsk Ghetto: Soviet-Jewish partisans against the Nazis, Holocaust Library, 1989, ISBN 0896040682